# 런던 교통 박물관
런던 교통 박물관(영어: London Transport Museum)은 잉글랜드 런던에 있는 교통 박물관이다. 철도 및 버스 교통에 관한 자료 등을 수집 및 전시하고 있다.

## 같이 보기
- 교통박물관 목록
- 영국 국립 철도박물관